# マリン整備士
マリン整備士（マリンせいびし）は、ボートやヨットなどの小型船舶の船体やエンジンなどを整備、保守点検する整備士を指す。いくつかの組織によって講習や民間資格認定が行われている。
例えば、財団法人尾道海技学院は小型船舶整備について、「マリンエンジン整備士」と「マリン船体整備士」の講習、民間資格認定を行っている。区分を 1～3級に分け、16歳以上なら誰でも受けられるとしている。